# شبه‌جزیره کارپاس

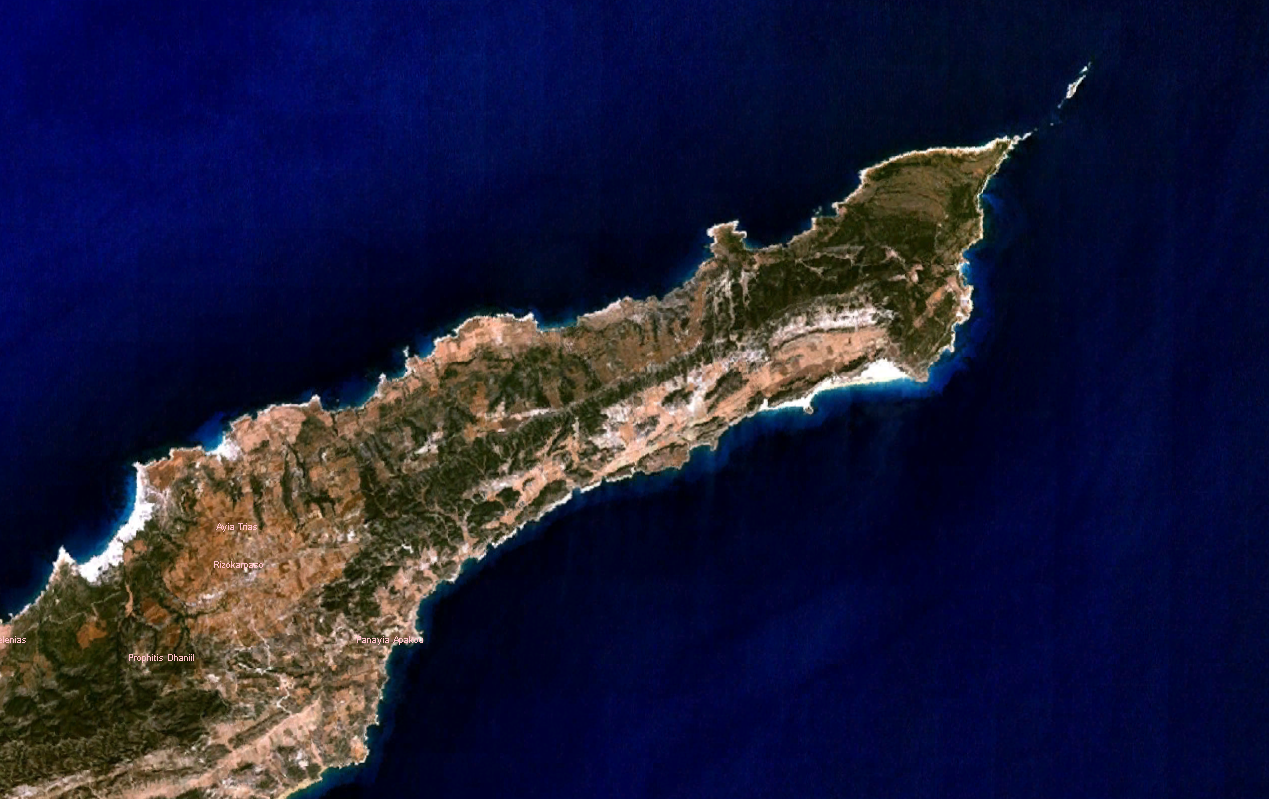
عکس هوایی شبه جزیره کارپاس

شبه‌جزیره کارپاس (به ترکی استانبولی: Karpaz)، (به یونانی: Καρπασία) زائده در شمال جزیره قبرس است. مهم‌ترین در شبه جزیره کارپاس ریزو کارپاسو یا دیرکارپاز می‌باشد. از مشخصه‌های شبه جزیره کارپاس وجود خرهای قبرسی در این منطقه است.

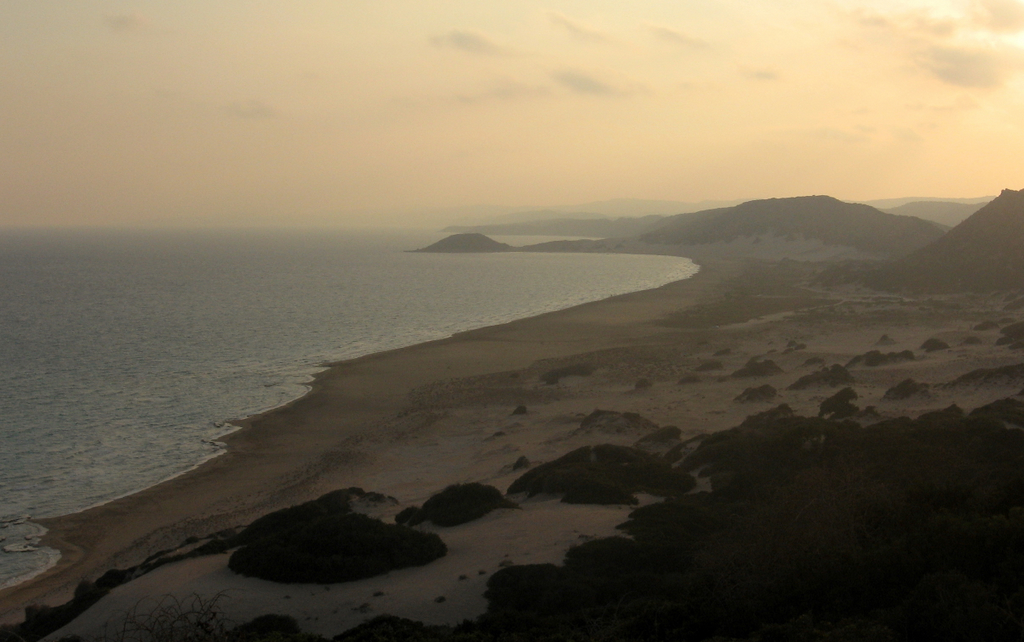
پلاژ طلایی شبه جزیره کارپاس

## جاذبه‌های توریستی
- مسجد جامع دیرکارپاس
- کلیسای اوسیاس افیلون
- پارک ملی کارپاس
- صومعه آندریاس
- دماغه آندریاس
- پلاژ طلایی که مهمترین پلاژ برهنگی قبرس می‌یاشد.